# 心解脫
心解脫是佛教修行者的終極目標，於世間憂、悲、惱、苦徹底解脫。
如雜阿含經卷一第一經中，世尊所述：

心解脫者。若欲自證。則能自證。我生已盡。梵行已立。所作已作。自知不受後有。

## 達到心解脫的方法
方法有許多種，其中之一是於五蘊─色蘊、受蘊、想蘊、行蘊、識蘊的無常壞滅、苦、空能如實觀行證知，證得解脫智慧，斷除我見、我執障礙出離世間生死的煩惱，最後於捨報時入無餘涅槃界，不必再受生投胎於三界世間，再受輪迴之苦。

- 修行四聖諦八正道而達到心解脫。[3]